# Song of the New World
Albums de McCoy Tyner
Song for my Lady
(1972) Asante
(1974)
Song of the New World  est un album du pianiste de jazz McCoy Tyner paru en 1973.

## Titres
Toutes les compositions sont de McCoy Tyner, sauf indication contraire.
1. Afro Blue (Mongo Santamaría) - 10:01
2. Little Brother - 10:12
3. The Divine Love - 7:31
4. Some Day - 6:50
5. Song of the New World - 6:50

## Musiciens
- McCoy Tyner : piano, percussion
- Hubert Laws : piccolo, flûte
- Sonny Fortune : saxophone alto, saxophone soprano, flûte
- Joony Booth : basse
- Alphonse Mouzon : batterie
- Cecil Bridgewater : trompette (titres 1, 2 & 4)
- Jon Faddis : trompette (titres 1, 2 & 4)
- Virgil Jones : trompette (titres 1, 2 & 4)
- Garnett Brown : trombone (titres 1, 2 & 4)
- Dick Griffin : trombone (titres 1, 2 & 4)
- Willie Ruff : cor d'harmonie (tracks 1, 2 & 4)
- William Warnick III : cor d'harmonie (titres 1, 2 & 4)
- Julius Watkins : cor d'harmonie (titres 1, 2 & 4)
- Kiane Zawadi : euphonium (titres 1, 2 & 4)
- Bob Stewart : tuba (titres 1, 2 & 4)
- Sonny Morgan : conga (titres 1 & 2)
- Harry Smyle : hautbois (titres 3 & 5)
- Sanford Allen, John Blair, Selwart Clarke, Winston Collymore, Noel DaCosta, Marie Hence : violon  (titres 3 & 5)
- Julian Barber, Alfred Brown : viole  (titres 3 & 5)
- Ronald Lipscomb, Kermit Moore : violoncelle  (titres 3 & 5)
- William Fischer : chef d'orchestre  (titres 3 & 5)